# Courcelles-sur-Nied

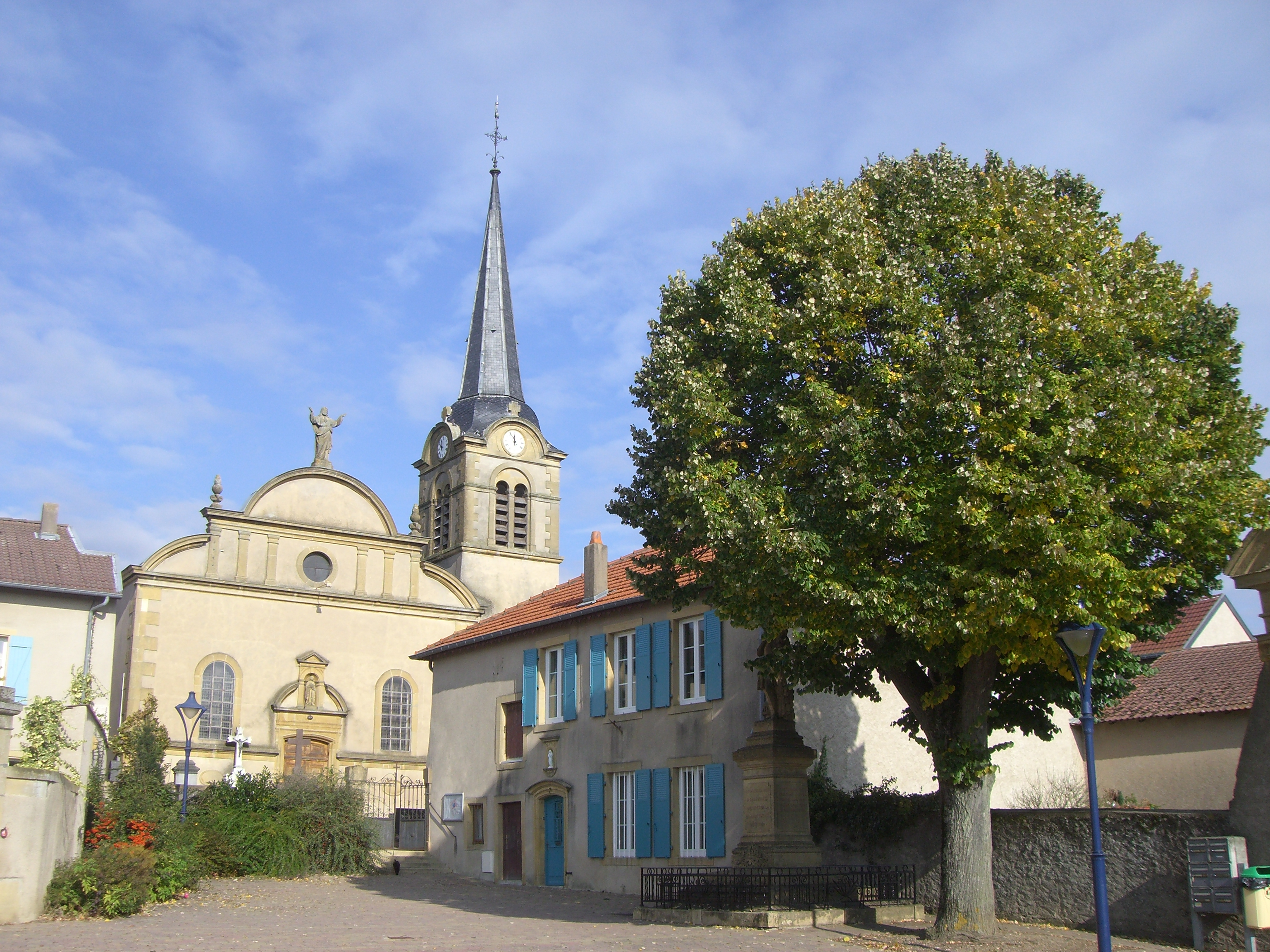
Kirche St. Marie-Madeleine

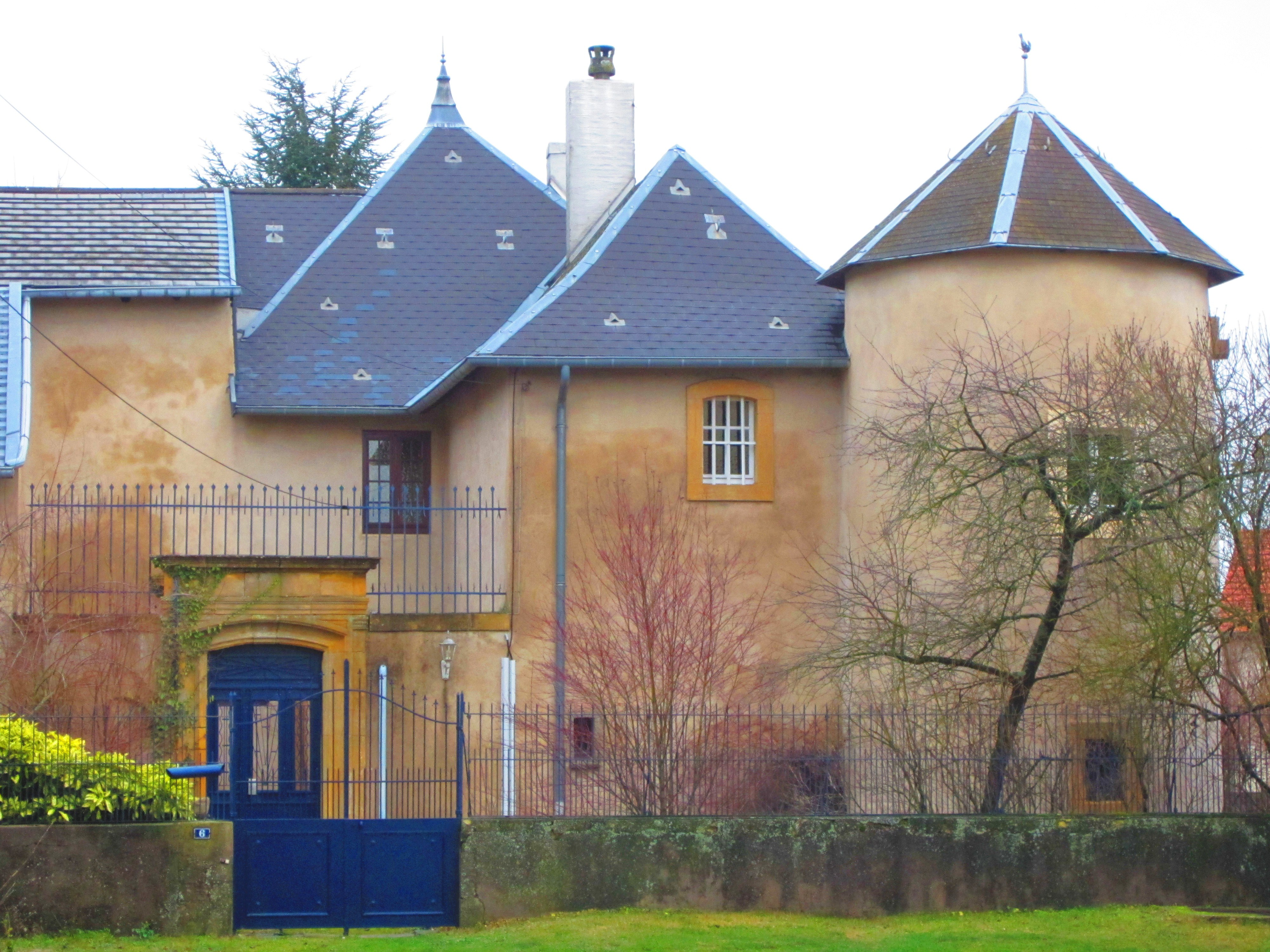
Schloss Courcelles

Courcelles-sur-Nied (deutsch Courcelles an der Nied) ist eine französische Gemeinde mit 1188 Einwohnern (Stand 1. Januar 2022) im Département Moselle in der Region Grand Est (bis 2015 Lothringen).

## Geographie
Die Gemeinde Courcelles liegt in Lothringen, am westlichsten Punkt der Französischen Nied, dreizehn Kilometer östlich von Metz und fünf Kilometer südwestlich von Pange.

## Geschichte
Das Dorf wurde 1161 erstmals urkundlich als Corilum erwähnt.  Es gehörte früher zum Bistum Metz und liegt auf der französischen Seite der historischen deutsch-französischen Sprachgrenze. 1552 wurde das Dorf zusammen mit der Region von Metz von Frankreich besetzt und annektiert.
Durch den Frankfurter Frieden vom 10. Mai 1871 kam die Region an das deutsche Reichsland Elsaß-Lothringen, und das Dorf wurde dem Landkreis Metz im Bezirk Lothringen zugeordnet. Die Dorfbewohner betrieben Getreide- und Kartoffelbau.
Am 12. Juni 1893 ereignete sich auf der Bahnstrecke Réding–Metz-Ville bei Courcelles-sur-Nied ein schwerer Eisenbahnunfall, als ein Güterzug, der nach Saarburg i. L. unterwegs war, mit dem Personenzug 159 von Saarbrücken nach Metz frontal zusammenstieß. Der Lokomotivführer des Güterzuges starb bei dem Unfall.
Nach dem Ersten Weltkrieg musste die Region aufgrund der Bestimmungen des Versailler Vertrags 1919 an Frankreich abgetreten werden. Im Zweiten Weltkrieg war die Region von der deutschen Wehrmacht besetzt. Während des Kampfes um Metz nahmen am 18. November 1944 US-Truppen den Ort ein.
1915 wurde der Name Courcelles an der Nied in Kurzel an der Nied eingedeutscht.  

### Demographie
| Anzahl Einwohner seit Anfang des 20. Jahrhunderts | Anzahl Einwohner seit Anfang des 20. Jahrhunderts | Anzahl Einwohner seit Anfang des 20. Jahrhunderts | Anzahl Einwohner seit Anfang des 20. Jahrhunderts | Anzahl Einwohner seit Anfang des 20. Jahrhunderts | Anzahl Einwohner seit Anfang des 20. Jahrhunderts | Anzahl Einwohner seit Anfang des 20. Jahrhunderts | Anzahl Einwohner seit Anfang des 20. Jahrhunderts | Anzahl Einwohner seit Anfang des 20. Jahrhunderts |
| ------------------------------------------------- | ------------------------------------------------- | ------------------------------------------------- | ------------------------------------------------- | ------------------------------------------------- | ------------------------------------------------- | ------------------------------------------------- | ------------------------------------------------- | ------------------------------------------------- |
| Jahr                                              | 1962                                              | 1968                                              | 1975                                              | 1982                                              | 1990                                              | 1999                                              | 2007                                              | 2019                                              |
| Einwohner                                         | 340                                               | 340                                               | 621                                               | 868                                               | 824                                               | 895                                               | 935                                               | 1172                                              |

## Verkehr
Courcelles hat einen Bahnhof an der Bahnstrecke Réding–Metz-Ville und wird durch Züge des Regionalverkehrs nach Metz und Sarrebourg bedient. Der Ort war außerdem Endpunkt der Bahnstrecke Courcelles–Téterchen, die 1948 für den Personen- und 1985 für den Güterverkehr eingestellt wurde.